# Дневник баскетболиста
«Дневник баскетболиста» (англ. The Basketball Diaries) — американский биографический криминальный драматический фильм 1995 года, снятый Скоттом Калвертом и основанный на одноимённом автобиографическом романе, написанном Джимом Кэрроллом. В нём рассказывается история подростковых лет Кэрролла как многообещающего школьного баскетболиста и писателя, у которого развилась зависимость от героина. В главных ролях Леонардо Ди Каприо, Бруно Кёрби, Лоррейн Бракко, Эрни Хадсоном, Патриком Макгоу, Джеймсом Мадио.
Премьера «Дневник баскетболиста» состоялась на кинофестивале «Сандэнс» 27 января 1995 года. Фильм был широко показан в кинотеатрах 21 апреля 1995 года, получил неоднозначные отзывы и собрал в прокате 2,4 миллиона долларов.

## Сюжет
Подросток Джим Кэрролл, школьный баскетболист-наркоман, регулярно ввязывается в шалости со своими друзьями Педро, Микки и Нейтроном на улицах Нью-Йорка и в школе. Помимо баскетбола, Джим проявляет творческий интерес к письму; хранит свою работу в своем журнале, выражая свои мысли и создавая стихи.
Джим часто навещает своего лучшего друга Бобби в больнице. Позже, после поездки на стрип-шоу, прерванной раздраженным Бобби, он умирает от лейкемии, и через несколько дней Джим и его друзья присутствуют на его похоронах. После похорон Джим и его друзья идут на баскетбольную площадку и вспоминают жизнь Бобби. Подавленный смертью Бобби, Джим начинает употреблять героин.
На тренировке по баскетболу тренер Джима Свифти видит Джима в душе в ванной, когда он делает небольшой перерыв, чтобы накуриться, где затем ощупывает его и предлагает заплатить ему за секс. Джим отказывается и толкает Свифти головой в стену. По мере того, как разочарование Джима в школе и жизни со временем растет, он представляет, как стреляет в своих одноклассников. На следующий день перед игрой Джим, Педро и Микки принимают таблетки из шляпы Педро, надеясь, что они улучшают здоровье. Нейтрон отказывается от таблеток и говорит Джиму о его растущей привычке. Таблетки действуют успокаивающе, и из-за них мальчики плохо играют во время игры. Учитель, который замечает, что мальчики употребляют наркотики, говорит Джиму и Микки, что они отстранены от занятий на неделю, а Свифти говорит Джиму, что теперь ему снова запрещено играть в баскетбол в своей школе. Джим и Микки в ответ уходят из команды и бросают школу, а Нейтрон остается.
После разоблачения его тайника с наркотиками религиозная мать Джима отрекается от него и изгоняет депрессивного Джима из их квартиры. Джим, Микки и Педро с тех пор живут только для своего следующего счета как бездомные наркоманы; на одной из более поздних экскурсий они ворвались в кондитерскую за деньгами. Микки находит в кассе пистолет и берет его. Услышав сирены, Джим и Микки убегают, но Педро, слишком пьяный и похмельный, чтобы понять ситуацию, остается позади и арестован. Джим продолжает отчаянную жизнь, связанную с теневыми сделками и кайфом с Микки, и к наступающей зиме теряет сознание в снегу под кайфом от героина. Друг Джима Реджи, который сочувствует Джиму из-за его затруднительного положения, оказавшегося в подобной ситуации, находит его, отводит в свою квартиру и заставляет пройти детоксикацию, но у Джима случается рецидив.
Вернувшись на улицу, Джим отчаянно нуждается в новых наркотиках и прибегает к проституции в общественном туалете. Позже Джим и Микки покупают героин, но обнаруживают, что торговец их обманул. В ярости Микки загоняет дилера в угол на крыше многоквартирного дома. Он случайно столкнул его с крыши насмерть. Микки пытается сбежать, но банда избивает его, затем прибывшая полиция арестовывает; Позже его судят как взрослого и признают виновным. После побега, которому больше некуда идти, Джим возвращается в квартиру своей матери, и она сообщает о нём в полицию. Джим арестован, осужден и приговорен к шести месяцам лишения свободы на острове Рикерс за нападение, грабеж, сопротивление аресту и хранение наркотиков. Там он проводит время в тюрьме, очищаясь.
Шесть месяцев спустя Джим подходит к служебному входу, чтобы прочесть стихи. Он встречает Педро, которого выпустили из исправительной школы. Педро предлагает ему пакет с наркотиками, от которых Джим отказывается. Позже Джим читает свою проповедь перед публикой и получает аплодисменты.

## В ролях
- Леонардо Ди Каприо — Джим
- Лоррейн Бракко — мать Джима
- Марк Уолберг — Микки
- Джеймс Мадио[англ.] — Педро
- Патрик МакГоу[англ.] — Нейтрон
- Бруно Кёрби — Живчик
- Рой Купер — отец МакНалти
- Джульетт Льюис — Дайан Муди
- Майкл Империоли — Бобби
- Тоби Хасс — Кенни

## Оценки
На сайте агрегации отзывов Rotten Tomatoes рейтинг фильма составляет 47 %, основанный на 43 отзывах, со средней оценкой 5,3/10. Консенсус критиков веб-сайтов гласит: «Несмотря на героические усилия молодого исполнителя главной роли собрать все воедино, запутанный посыл не позволяет „Дневникам баскетболиста“ стать убедительной поучительной историей». Metacritic дал фильму 46 баллов на основе 19 рецензий, что указывает на «смешанные или средние отзывы».
Роджер Эберт дал фильму две звезды из четырёх. Эберт заметил: «В конце видно, как Джим входит через „дверь на сцену“, а затем мы слышим, как он рассказывает историю своего падения и выздоровления. Мы не можем сказать, должно ли это быть подлинным свидетельством или спектаклем. В этом проблема всего фильма».

## Судебные иски
Фильм вызвал споры после стрельбы в средней школе Хита в 1997 году и резни в средней школе Колумбайн в 1999 году. Критики отметили сходство между нападениями со стрельбой и эпизодом сна в фильме, в котором главный герой (Леонардо Ди Каприо) носит чёрный плащ и стреляет в шестерых учеников в своем школьном классе. На фильм были поданы судебные иски, родственниками жертв. В 1999 году активист Джек Томпсон подал иск на 33 миллиона долларов, утверждая, что сюжет фильма (наряду с двумя интернет-порнографическими сайтами, несколькими компаниями, занимающимися компьютерными играми, а также создателями и дистрибьюторами фильма 1994 года «Прирожденные убийцы») привел к бойне в средней школе Хит. Дело было прекращено в 2001 году.

## Саундтрек
Саундтрек к фильму «Дневник баскетболиста» был выпущен в 1995 году компанией PolyGram для сопровождения фильма и включал песни Pearl Jam и PJ Harvey. AllMusic оценил его на три звезды из пяти.
| Номер | Название              | Автор(ы)                                                               | Исполнитель(и)                 | Продолжительность |
| ----- | --------------------- | ---------------------------------------------------------------------- | ------------------------------ | ----------------- |
| 1.    | «Catholic Boy»        | Джим Кэрролл                                                           | Джим Кэрролл с Pearl Jam       | 3:05              |
| 2.    | «Devil’s Toe»         | Джим Кэрролл                                                           | Грэм Ревелл с Джимом Кэрроллом | 0:56              |
| 3.    | «Down by the Water»   | Пи Джей Харви                                                          | Пи Джей Харви                  | 3:14              |
| 4.    | «What a Life!»        | Глин «Бигга» Буш, Ричард «Ди-джей Дик» Уиттингем, Роб Маккензи         | Rockers Hi-Fi                  | 4:02              |
| 5.    | «I Am Alone»          | Jim Carroll                                                            | Грэм Ревелл с Джимом Кэрроллом | 1:33              |
| 6.    | «People Who Died»     | Джим Кэрролл, Брайан Линсли, Стив Линсли, Террелл Уинн, Уэйн Вудс      | The Jim Carroll Band           | 5:00              |
| 7.    | «Riders on the Storm» | Джим Моррисон, Джон Денсмор, Робби Кригер, Рэй Манзарек                | The Doors                      | 6:56              |
| 8.    | «Dizzy»               | Тай Уиллман, Мари Энн Брэйден, Дэнни Кей, Боб «Минк» Мартин, Стив Росс | Green Apple Quick Step         | 3:10              |
| 9.    | «It’s Been Hard»      | Джим Кэрролл                                                           | Грэм Ревелл с Джимом Кэрроллом | 0:53              |
| 10.   | «Coming Right Along»  | Джон Ауэр, Кен Стрингфеллоу                                            | The Posies                     | 6:17              |
| 11.   | «Strawberry Wine»     | Сальвадор По, Адам Флакс                                               | Massive Internal Complications | 3:59              |
| 12.   | «Star»                | Иэн Астбери, Билли Даффи                                               | The Cult                       | 5:00              |
| 13.   | «Dream Massacre»      |                                                                        | Graeme Revell                  | 1:23              |
| 14.   | «I’ve Been Down»      | Фли                                                                    | Фли                            | 4:38              |
| 15.   | «Blind Dogs»          | Крис Корнелл, Ким Тайил                                                | Soundgarden                    | 4:40              |

| Не представлено на CD | Не представлено на CD   | Не представлено на CD | Не представлено на CD            | Не представлено на CD |
| Номер                 | Название                | Авторы(ы)             | Исполнитель                      | Продолжительность     |
| --------------------- | ----------------------- | --------------------- | -------------------------------- | --------------------- |
| 1.                    | «Dancing Barefoot»      | Патти Смит, Иван Крал | Джонетт Наполитано               |                       |
| 2.                    | «Watusi Latin Boogaloo» | Джоуи Альтруда        | The Joey Altruda Latin Explosion |                       |